# Joseph Leresae
Joseph Leresae (* 1937) ist ein ehemaliger kenianischer Hochspringer.
1956 kam er bei den Olympischen Spielen in Melbourne auf den 18. Platz.
Bei den British Empire and Commonwealth Games wurde er 1958 in Cardiff Vierter und 1962 in Perth Fünfter.
Seine persönliche Bestleistung von 2,03 m stellte er 1958 auf.